# Scratchspelare
Scratchspelare är en golfdefinition fastställd av USGA.
Två förutsättningar ska vara uppfyllda för att man enligt USGAs definition ska vara manlig scratchspelare:
- Amatörspelare som kan slå utslag i genomsnitt 250 yards (cirka 228 meter) och kan nå greenen på ett hål som är 470 yards (cirka 430 meter) på två slag.
- Spelaren ska vara kvalificerad för U.S. Amateur Championship.

Två förutsättningar ska vara uppfyllda för att man enligt USGA:s definition ska vara kvinnlig scratchspelare:
- Amatörspelare som kan slå utslag i genomsnitt 210 yards (cirka 192 meter) och kan nå greenen på ett hål som är 400 yards (cirka 366 meter) på två slag.
- Spelaren ska vara kvalificerad för U.S. Women's Amateur Championship.

I Sverige används begreppet scratchspelare ofta för spelare som har handicap 0.